# Považská Bystrica
Považská Bystrica (ty: Waagbistritz, ung: Vágbeszterce) är en stad i nordvästra Slovakien. Staden som har en yta av 90,6 km² har en befolkning, som uppgår till 42 208 invånare (2005).

## Kända personer
- Andrej Meszároš,  slovakisk ishockeyspelare
- Ľubomír Luhový,  slovakisk fotbollsspelare